# Nagyszentmiklós
Nagyszentmiklós (románul: Sânnicolau Mare – régi helyesírással: Sînnicolau Mare, németül: Großsanktnikolaus, szerbül: Велики Семиклуш, bánsági bolgárul: Smikluš) Temes megyei város. A határ közelsége miatt a megye legdinamikusabban fejlődő kisvárosa, mérsékelten kontinentális éghajlatú, jellegzetesen alföldi település.

## Fekvése
Temes megye nyugati csücskében, az Aranka folyó mellett terül el, Temesvártól 64 km-re északnyugatra, közel a magyar határhoz.

## Története
Hajdan ikertelepülés volt: Szerbnagyszentmiklósnak nevezték, hozzá ragasztott részét pedig Németnagyszentmiklósnak. Valamikor ugyanis főleg szerbek lakták; most a lakosság többsége román, de szerbeken és németeken kívül élnek itt magyarok és bolgárok is.
A település a legrégibb idők óta a csanádi püspök birtoka volt. Marczali Dózsa Miklós püspök 1421. augusztus 12-én nyerte adományként Zsigmond királytól. Lakosai a 16. század közepétől szerbek voltak. A török hódoltság alatt már nem akarták földesuruknak elismerni a püspököt, megtagadták neki az engedelmességet. A helységet a 17. század második felében Bethlen Gábor erdélyi fejedelem lippai vitézeinek adományozta. Ezek egyike, Orbánszentgyörgyi Nagy Lőrincz, a részét 1625-ben eladta Lippai Vágó Istvánnak. A község felére Szelényi János honti alispán kapott adományt, ő pedig a részét 1658. szeptember 11-én unokaöccsének, Gerhard Györgynek adományozta.
A török kiűzése után a helység neve belekerült a csanádi püspöki birtoklajstromba, de 1718 óta a temesi bánsághoz tartozott. 1724-ben kincstári tiszttartósági székhely lett. 1724-ben Oexel Mátyás sörház építésére kapott engedélyt. 1752-ben 40 német család költözött ide, magvát alkotva a későbbi Németnagyszentmiklósnak.
1779-ben Torontál vármegyébe kebelezték be. 1781-ben a kincstári jószágok elárverezése alkalmával a Nákó testvérek, Kristóf és Cirill vásárolták meg. Ettől kezdve a gróf Nákó család volt a földesura. 1787. június 11-én országos, 1837. július 6-án hetivásárok tartására nyert szabadalmat.
A 19. század végén több mint 10 ezer lakosával Torontál vármegyének – Nagykikinda, Nagybecskerek és Zsombolya után – negyedik legnagyobb mezővárosa volt.
A trianoni békeszerződésig Torontál vármegye Perjámosi járásához tartozott, majd Romániához került.

## Lakosság
Lakosainak száma a 2004-es adatok szerint 13 298 fő. A legutóbbi népszámláláskor a lakosság nem egészen 10%-a vallotta magát magyarnak.

## Kultúra és gazdaság
A községben több egyesület és társaskör volt: a magyar társaskör, polgári kaszinó, tornaegylet, önkéntes tűzoltóegylet, szerb olvasókör, ortodox szerb egyházi és világi dalárda (Sveti Sava egyesület), szerb nőegylet, nagyszentmiklósi vadásztársaság, Doina dalegylet és temetkezési egylet. A járási hivatalokon kívül, selyemtenyésztési felügyelőség, MÁV osztálymérnökség, ipartestület, az Aranka vidéki belvízvédelmi társulat központja. A hitelintézetek közül említést érdemel az Első Nagyszentmiklósi Takarékpénztár, a népbank, a kerületi gazdaköri takarékpénztár, az Arad-Csanádi Gazdasági Takarékpénztár fiókja és az Albina Takarék- és Hitelegylet fiókintézete.

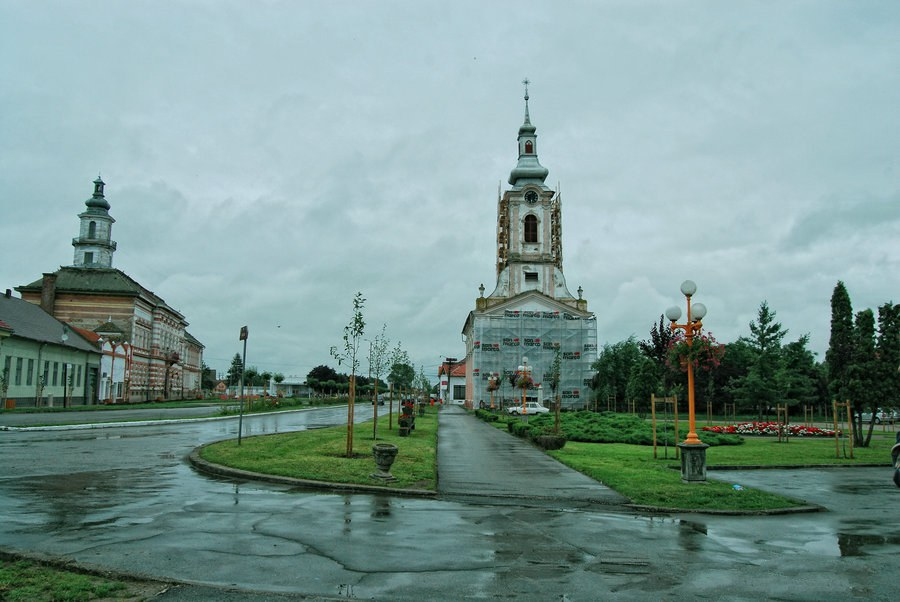
Nagyboldogasszony szerb ortodox templom

A gyárak és iparvállalatok között jelentékenyebb a sörfőző- és malátagyár, a Körber testvérek bőrgyára, Jovanovics Kristóf bocskor- és papucsgyára, Prohászka Ede fiainak gőzmalma, Folye Gergely gőzmalma, Deutsch Lipót fiának olajgyára.
A mintaszerű Berta-kórház keletkezését elmondja a falába illesztett fölirat: „Alapítványi Berta közkórház. Nagyméltóságú nagyszentmiklósi gr. Nákó Kálmán neje, gr. Nákó Kálmánné Bobdai Gyertyánffy Berta emlékére 1883-ban alapította, Torontál vármegye törvényhatóságának áldozatkészségéből belgyógyászati osztállyal kibővült 1896/7-ben, újjá épült I. Ferenc József, Magyarország  apostoli királya dicső uralkodása idejében, nagyméltóságú Csíkszentkirályi és Krasznahorkai gr. Andrássy Gyula m. kir. belügyminiszter nagylelkű támogatásával nagyméltóságú nagyszentmiklósi gr. Nákó Sándor kórháztulajdonos által, Kopeczek György budapesti műépítész tervei szerint 1908–1910 évben.” A 21. században is ez a város közkórháza.
Fontos szerepet játszott a község életében az 1799-ben alapított földművesiskola a Babeș utca 100. sz. alatt. Ennek igazgatója volt 1863-tól haláláig a híres zeneszerző nagyapja, Bartók János (1816–1877), utána pedig az ő fia, a zeneszerző édesapja, id. Bartók Béla (1855–1889) szintén haláláig.
A Nákó-kastély a központban ad otthont a művelődési háznak, és 1981 óta itt a városi múzeum, tehát a Bartók-terem is. Nákó Berta egy festménye megtekinthető a római katolikus templomban. Nepomuki Szent Jánosnak a templomkertben álló szobrán 1757 olvasható. Az 1893-ban épült városházában kapott helyet 1966-ban az 1. sz. Általános Iskola. 52 pedagógus tanít az 1–8. osztályban a román és magyar, valamint az 1–4. osztályban a szerb tagozaton.

## Nevezetességek
A község római katolikus templomát Nákó Sándor építtette 1824-ben, és Kőszegi László püspök szentelte föl. Az ortodox szerb templom 1777–1787-ben, az ortodox román 1900-ban, a görögkatolikus román templom 1902-ben épült. Az 1794-ben épített zsinagóga épületét lebontották. Az 1913-ban épített evangélikus templom jelenleg a református híveket szolgálja. Nevezetes épület volt Schreyer Viktor ügyvédnek a Szegedi utcában levő háza, mely hajdan kaszárnya volt. Mikor 1807-ben Nagybecskerek egy része a vármegyeházzal leégett, s a vármegye Nagyszentmiklósra költözött, ebben a házban tartotta közgyűléseit. A gyűlésterem és a hivatal a nagyobb épületben, az alispán lakása pedig a mellette levő s napórával ellátott kisebb épületben volt.
- Nákó-kastély

### A nagyszentmiklósi aranykincs

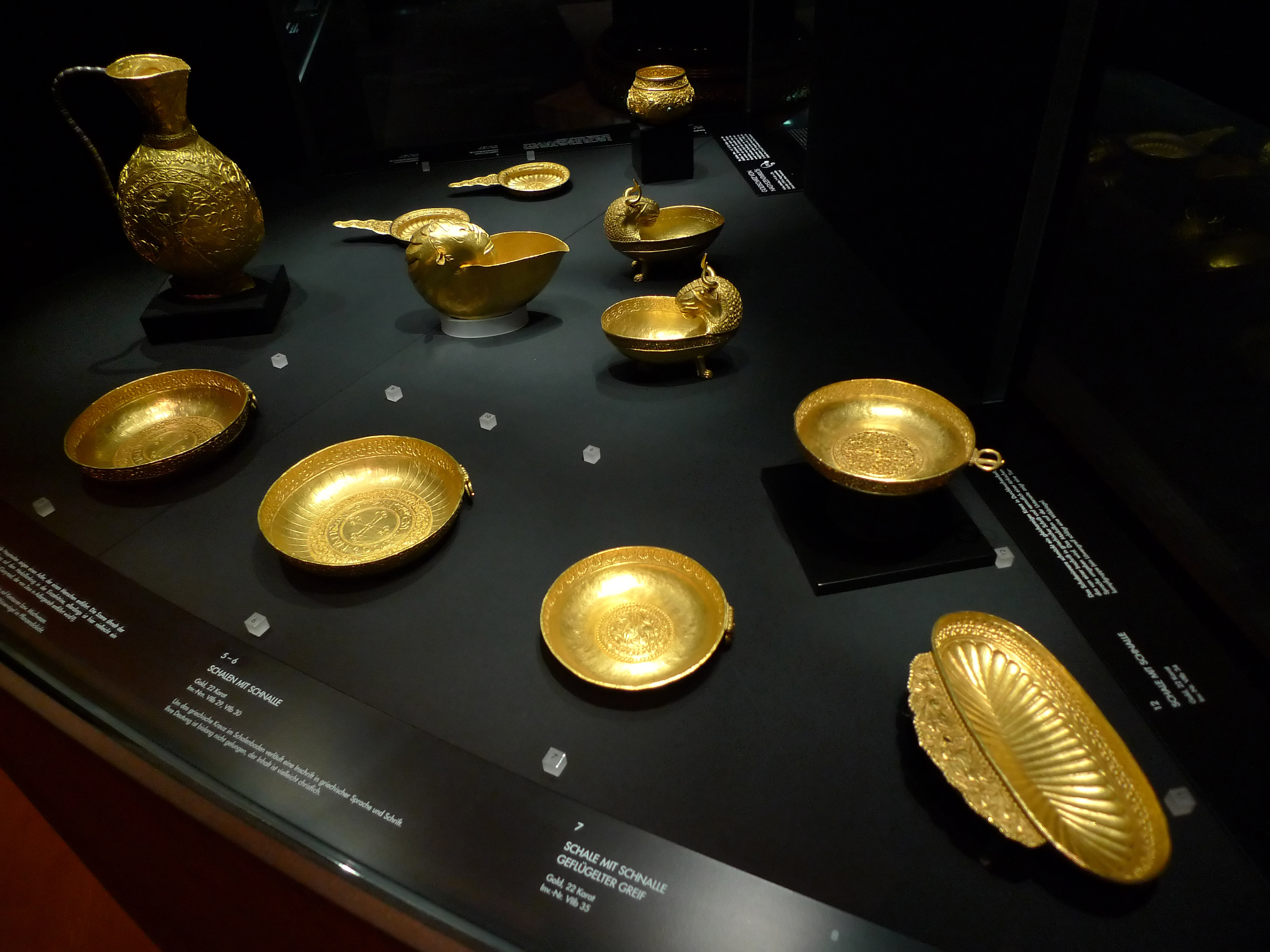
A kiállított kincs (Bécs, Kunsthistorisches Museum)

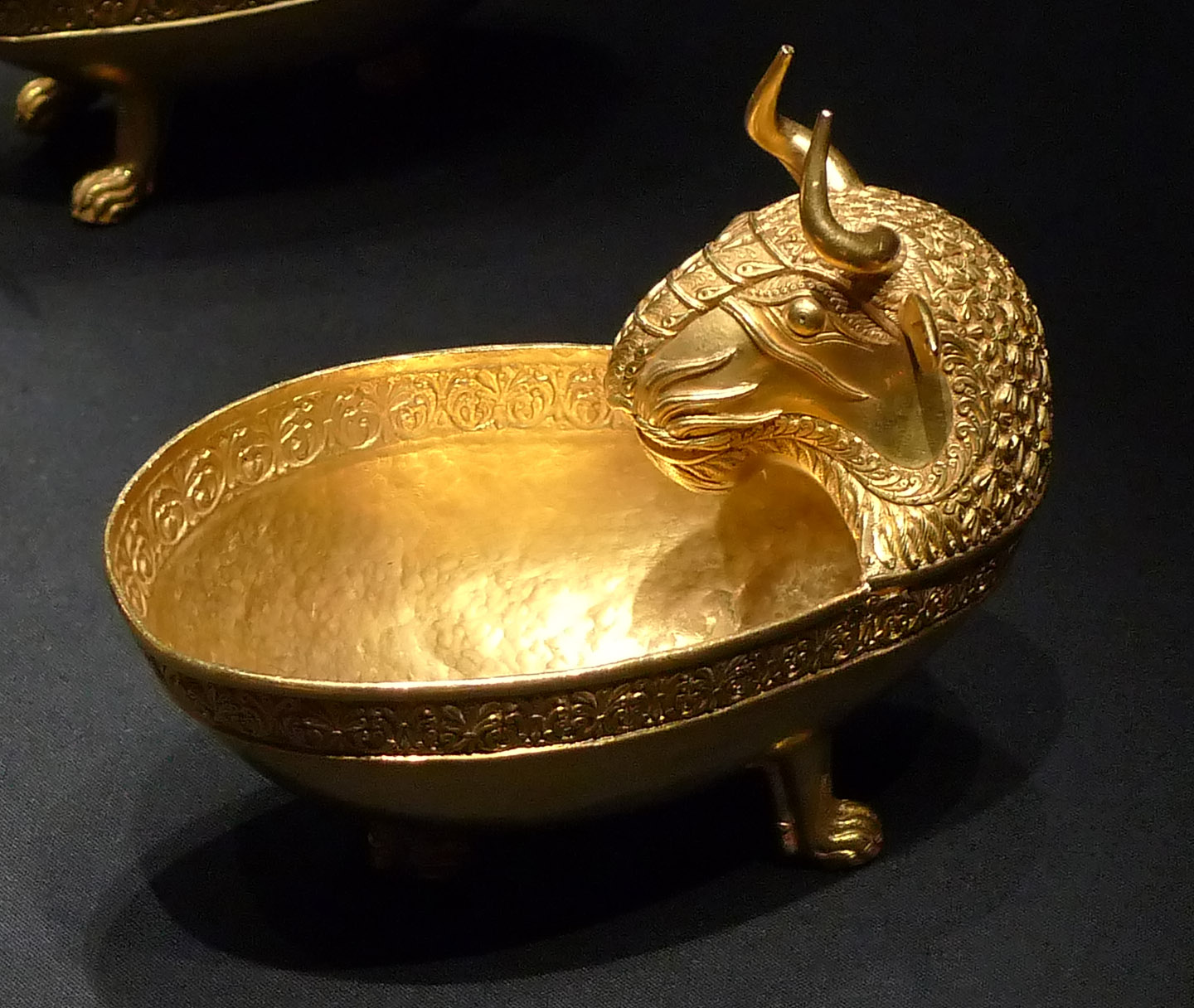
A nagyszentmiklósi kincs bikafejes ivócsanakja

1799-ben a város határában találták meg az avaroknak tulajdonított aranykincset, amely 2003-ban Budapesten is látható volt a Magyar Nemzeti Múzeumban. Jelenleg a bécsi Kunsthistorisches Museumban látható.
Amint Kürti Béla, a Móra Ferenc Múzeum kutatója rámutatott, Székely Bertalan 1896-ban kiállított Vérszerződés című festményén is látható a lelet egy értékes darabja.
Mára egyértelműen tisztázódott, hogy a kincsnek nincs közvetlen köze sem a 9–10. századbeli bolgár és magyar kultúrához, sem más 8–10. századi eurázsiai nép ötvösművészetéhez. Önálló avar alkotás, amelynek képi ábrázolásaira természetesen hatással volt a korabeli más népek művészete is.
Az avarok 250 évig, 567 és 803 között Közép-Európa urai voltak.

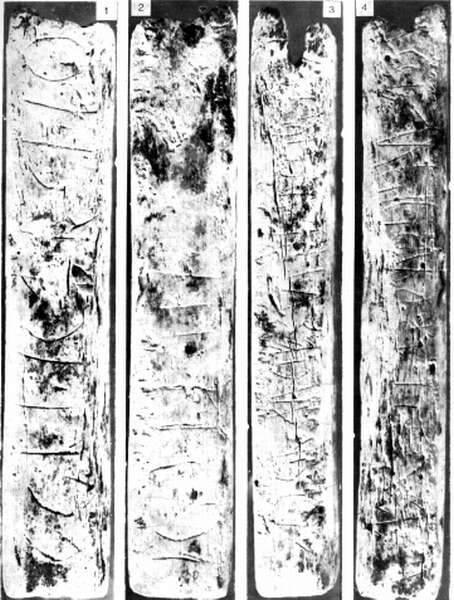
A szarvasi késő avar kori hasáb alakú csont tűtartó négy oldalán, összesen 59 betűből álló rovásfelirat látható. Ez az írás lényegében azonos az 1799-ben talált nagyszentmiklósi kincs edényein megfigyelhető rovásírással.

A kincs, mint általában minden kincslelet, nem egy időpontban készült. Legidősebb darabjai az ivókürt, a talpas poharak, a sima falú poharak, a láncfonatmintás korsók a 7. század végi ötvösség termékei, a legfiatalabbak pedig, mint a pálcikaindával díszített felületű hasas pohárka és keresztjeles, görög betűs török felirattal ellátott csatos tálka a 8. század legvégén készültek.
Az egyes tárgyak füleit nem az eredeti használói készítették, így került ezekre görög betűs felirat. A lapos szilke és a bikafejes ivócsészéknek a bizánci egyházi liturgiában lehetett rituális szerepük. Érdekes a népvándorlás-kori, rovásírásos, csalikorsónak nevezett ivókürt, amelyről bizonyosan tudják a kutatók, hogy 630-670 között készült.
A közelmúltban találtak Szarvas mellett, Magyarországon egy csont tűtartót, amelyen 57 olyan írásjel van, amelyek megegyeznek a nagyszentmiklósi kincs rovásírásával. (E felismerés óta a szakemberek ezt az írásmódot nagyszentmiklósi-szarvasi rovásírásnak nevezik.)
A történészek számára ismert tény, hogy a frankok 15 szekérrel vitték az avarok kincsét Aachenbe, Nagy Károly udvarába.
Kürti Béla kutató véleménye szerint a kincs  23 edénye a 8. század végén valamilyen legmagasabb rangú avar méltóság tulajdona lehetett. Vagy a család, vagy a kincstárnoka menekítette, rejtette el a földbe a bolgár kán támadásakor.
A szakértők 21. századi álláspontja szerint a kincslelet tárgyai a 7.-8. század táján készülhettek. Fölismerhetők rajta az ázsiai művészet nagy központjainak, a közép-ázsiai, az avar, a szászánida, a bizánci és a dél-orosz művészetnek az elemei is. Az aranyedények közül több a legmagasabb ötvösművészeti színvonalat képviseli.
A nagyszentmiklósiak büszkék lehetnek a városuk közelében előkerült leletre, mivel a maga nemében páratlan régészeti és művészettörténeti együttes.

## Híres emberek
Itt születtek: 
- Révai Miklós (1750–1807), korának legnagyobb nyelvtudósa, az első magyar nyelvű lapnak, a Magyar Hírmondónak (1783) szerkesztője, 1802-től a pesti egyetem tanára, a nyelvtörténeti módszernek úttörője, a magyar helyesírás elméletének kidolgozója. Az ipszilonistákkal (a láttya-féle írásmód híveivel) szemben a jottisták (látja) forma hirdetője. Neki köszönhető a zs mai írásmódja is. Ő volt a Halotti beszéd első elemzője (1803).
- Heim Péter (1834–1904) jogász, a magyar posta- és telefonhálózat kiépítője, akinek fiáról, Heim Pálról (1875–1929) van elnevezve a budapesti gyermekkórház.
- Espersit János (1879–1931), neves makói ügyvéd, Juhász Gyula legjobb barátja, József Attila atyai pártfogója,
- Bartók Béla (1881–1945), világhírű zeneszerző és zenetudós
- Herman Lipót (1884–1972) festő, grafikus
- Madarász Emil (1884–1962) festőművész
- Fenyves Ferenc (1885–1935) költő, a szabadkai Bácsmegyei Napló főszerkesztője;
- Heim Géza (1888–1942) vezérőrnagy, a Katonai Mária Terézia-rend lovagja;
- Makai Ödön (1889–1937) ügyvéd, József Attila gyámja és sógora;
- Halmay Tibor (1894–1944) színész;
- Palló Imre (1904–1981) magyar tanár, újságíró, országgyűlési képviselő;
- Nikodemusz Elli (1923–1989) műfordító, költő;
- Sisak Ferenc (1946) villamosmérnök, műszaki szakíró, egyetemi oktató
- Gheorghe Funar (1949), Kolozsvár volt polgármestere

Itt tevékenykedtek: 
- Ürményiné Baneth Ibi író, költő, zeneszerző (1917–1952 között)
- Itt szolgált Oltványi Gáspár (1844–1904) római katolikus lelkipásztor.
- Nákó Kálmánné Bobdai Gyertyánffy Berta festő- és zongoraművésznő

## Testvérvárosok
- Kazincbarcika, Magyarország